# Karl Otto Scherner
Karl Otto Scherner (* 23. April 1934 in Worms; † 18. April 2019) war ein deutscher Jurist und Hochschullehrer.

## Leben
Karl Otto Scherner, Sohn eines Landwirts, begann nach dem Abitur 1953 ein Studium der Orientalistik und Rechtswissenschaften an der Ludwig-Maximilians-Universität München, das er an der Johannes Gutenberg-Universität Mainz fortsetzte. 1963 legte er seine Zweite juristische Staatsprüfung ab. Zugleich erfolgte am 15. Februar 1963 an der Universität Mainz seine Promotion zum Dr. jur. mit der Dissertation Rücktrittsrecht wegen Nichterfüllung. Untersuchungen zur deutschen Privatrechtslehre der Neuzeit. 1971 erfolgte an der Universität Mainz am Lehrstuhl von Johannes Bärmann seine Habilitation mit der Habilitationsschrift Salmannschaft, Servusgeschäft und venditio iusta. Frühformen gewillkürter Mittlerschaft im altdeutschen Privatrecht. Im Anschluss wurde er dort 1971 zuerst außerplanmäßiger Professor sowie 1973 nach der Emeritierung von Johannes Bärmann Professor an der Johannes Gutenberg-Universität Mainz.
1979 nahm Scherner den Ruf auf eine Professur an der Rechtswissenschaftlichen Fakultät der Universität Mannheim an und lehrte an dieser bis zu seiner Emeritierung 2002 Bürgerliches Recht, deutsche, vergleichende sowie weitere europäische Rechtsgeschichte.
Scherner starb im April 2019, wenige Tage vor seinem 85. Geburtstag.

## Veröffentlichungen
Neben seiner langjährigen Lehrtätigkeit veröffentlichte Karl Otto Scherner zahlreiche rechtswissenschaftliche Fachbücher. Zu seinen Veröffentlichungen gehören:
- Rücktrittsrecht wegen Nichterfüllung. Untersuchungen zur deutschen Privatrechtslehre der Neuzeit, Dissertation Universität Mainz 1963, Franz Steiner Verlag, Wiesbaden 1965
- Salmannschaft, Servusgeschäft und venditio iusta. Frühformen gewillkürter Mittlerschaft im altdeutschen Privatrecht, Habilitation Universität Mainz, Franz Steiner Verlag, Wiesbaden 1971
- Vom Gewerbe zum Unternehmen. Studien zum Recht der gewerblichen Wirtschaft im 18. und 19. Jahrhundert, Mitherausgeber Dietmar Willoweit, Wissenschaftliche Buchgesellschaft, Darmstadt 1982, ISBN 978-3-534-07386-3
- Modernisierung des Handelsrechts im 19. Jahrhundert, Verlag Recht und Wirtschaft, Heidelberg 1993, ISBN 978-3-8005-1117-4
- Betriebsverfassung und Persönlichkeitsschutz. Günther Wiese zum 65. Geburtstag, Festschrift für Günther Wiese,  BI-Wissenschafts-Verlag, Mannheim 1994, ISBN 978-3-411-16971-9
- BGB – Allgemeiner Teil, Vahlen Verlag, München 1995, ISBN 978-3-8006-0754-9
- Advokaten, Revolutionäre, Anwälte. Die Geschichte der Mannheimer Anwaltschaft, Verlag Thorbecke, Sigmaringen 1997, ISBN 978-3-7995-0958-9
- Die Ausgestaltung des deutschen Telegraphenrechts seit dem 19. Jahrhundert, S. 132–162, in: Hans-Jürgen Teuteberg, Cornelius Neutsch: Vom Flügeltelegraphen zum Internet: Geschichte der modernen Telekommunikation, Franz Steiner Verlag, Stuttgart, 1998, Vierteljahrschrift für Sozial- und Wirtschaftsgeschichte: Beihefte Nr. 147, ISBN 3-515-07414-7
- Handel, Wirtschaft und Recht in Europa. Abhandlungen zum Handels- und Wirtschaftsrecht in Deutschland und im Europa des 16. bis 19. Jahrhunderts, Verlag Keip, Goldbach 1999, ISBN 978-3-8051-0341-1